# 隆恩埔
隆恩埔，是臺灣新北市三峽區的一個地名，位於該區北部。以行政區而言，範圍大致包括龍學里不含西南部及東南端凸出部分、龍埔里西北角一小塊地區、龍恩里不含東北端及東南端。

## 歷史
台灣清治末期至日治初期，隆恩埔地區為一街庄，稱為「隆恩埔庄」，隸屬於海山堡。該庄昔日為大漢溪中沙洲，西及北以大漢溪數段分流與南靖厝庄、樟樹窟庄、溪墘厝庄為界，東以陸地及一小段大漢溪分流與麥仔園庄為界，南邊東段以大漢溪一小分流與劉厝埔庄為界，西段以大漢溪較大分流及主流與公館後庄為界。
1895年7月13日清晨五時，日軍近衛師團步兵第三聯隊第二大隊第六中隊特務曹長櫻井茂夫率領之「水路運送隊」共35名，自台北沿大嵙崁溪水路運送糧食，停泊於三角湧隆恩埔遭遇到蘇力、蘇俊、林久遠、陳小埤等人為首的二百餘名三角湧抗日義勇軍奇襲，史稱「隆恩埔戰役」。經數小時的激烈戰鬥後，日軍水路運送隊幾乎全隊覆滅，僅有4名兵卒倖免脫逃。其中3名偒者於當日中午前後投靠沿大嵙崁溪左岸前進，亦遭受另一批抗日軍襲擊的第七中隊；另一人則於第二天早晨抵達海山口。
1901年（日治明治三十四年）11月，該庄隸屬於桃園廳，編入第十九區。1905年（明治三十八年）7月，第十九區改稱「三角湧區」。1920年（大正九年），該庄改制並改名為「隆恩埔」大字，隸屬於臺北州海山郡三峽街。
戰後三峽街改制為三峽鎮，隸屬於臺北縣，大字亦改制為里。2010年12月，臺北縣升格為新北市，三峽鎮改制為三峽區。

## 河道變遷
從前大嵙崁溪（大漢溪）至三角湧附近（公館後地區西北部），因地勢低平，河面加寬，形成網狀河道。三峽溪（三峽河與橫溪各自注入大嵙崁溪分流河道，三峽溪於劉厝埔匯入分流，為橫溪匯注點之上游約八百公尺處。其後因河沙堆積，河床日漸昇高，導致分流消退，原本兩溪匯注處之大嵙崁溪分流河道成為三峽溪河道之延伸，因而形成今日三峽溪納橫榽之勢。
由於大漢溪主流河道北移，舊主流及各分流河道淤積成為陸地，使得隆恩埔與周圍地區均變成陸地相連。

## 交通
國道3號大致以東北－西南走向穿越隆恩埔地區中部偏西北，境內未設交流道，但三鶯交流道即在西南邊界外不遠處，由此往東北可前往中和、新店、深坑、汐止、基隆等地，往西南可前往大溪、龍潭、關西及中南部各地。
鄉道北85線（三樹路）是山佳至溪墘寮的道路，經過本地區東南端，往東北可前往柑園、山佳等地，往西南轉南可前往三峽市區，後於麻園地區的溪墘寮接上省道台3線（中正路二段）。
鄉道北84線（三鶑路、柑園街二段）是三鶯大橋至東園的道路，經過本地區西部邊界，往東北可前往柑園，往西南轉可在隆恩街與三鶯大橋橋頭（鶑歌文化路－三峽復興路）交會。

## 學校
- 國立臺北大學（大部分）
- 北大高中（小部分）
- 三峽國中（小部分）